# Sylvicola picturatus
Sylvicola picturatus är en tvåvingeart som först beskrevs av Frederick Knab 1912.  Sylvicola picturatus ingår i släktet Sylvicola och familjen fönstermyggor.
Artens utbredningsområde är Costa Rica. Inga underarter finns listade i Catalogue of Life.